# Helmut Gaube
Helmut Gaube (* 22. Februar 1946 in Schnarsleben) war Fußballspieler beim 1. FC Magdeburg, für den er in der DDR-Oberliga, der höchsten ostdeutschen Fußballklasse spielte und mit dem er dreimal DDR-Meister wurde und 1974 den Europapokal der Pokalsieger gewann.

## Sportliche Laufbahn
Bis zum 19. Lebensjahr spielte Gaube bei der Betriebssportgemeinschaft Traktor in der kleinen Gemeinde Niederndodeleben vor den Toren Magdeburgs. 1965 übernahm der 1. FC Magdeburg, Fußballschwerpunkt der Region, den talentierten Verteidiger und setzte ihn zunächst in der 2. Mannschaft und im Reserveteam ein. Am 17. Spieltag der Saison 1968/69, dem 12. März 1969, wurde Gaube in der 75. Minute der Begegnung zwischen der BSG Wismut Aue und dem 1. FC Magdeburg als Einwechselspieler für Wolfgang Seguin erstmals in der Oberligamannschaft eingesetzt. Es blieb in dieser Spielzeit bei zwei Punktspieleinsätzen, in der nächsten Saison waren es bereits elf Oberligaspiele. Nach nur drei Punktspielen 1970/71 holte sich Gaube in der Saison 1971/72 seinen ersten Titel mit dem FCM, der Meister der DDR-Oberliga wurde. Gaube war an diesem Erfolg mit acht Punktspieleinsätzen beteiligt. In der folgenden Spielzeit kam Gaube überhaupt nicht in der Oberliga zum Einsatz und verpasste auch den Pokalgewinn der Magdeburger 1973.
Als der 1. FC Magdeburg 1973/74 erneut Meister wurde, hatte auch Gaube mit acht Oberligaspielen wieder Anteil am Erfolg. Am 8. Mai 1974 feierte Gaube den größten Erfolg seiner Fußballkarriere mit dem Gewinn des Europapokals der Pokalsieger. Bei dem mit 2:0 über den AC Mailand siegreichen Spiel hatte Gaube die Position des zentralen Mittelfeldspielers eingenommen. Zuvor hatte er von den acht Spielen bis zum Finale nur das Viertelfinalhinspiel gegen Beroe Stara Sagora (2:0) mitgemacht.
In der Saison 1974/75 wurde Gaube noch einmal mit dem 1. FC Magdeburg DDR-Meister, mit nur sechs Oberligaspielen war sein Anteil relativ gering. Sein letztes Spiel in der Oberliga bestritt er am 7. Spieltag, dem 27. September 1974, in der Begegnung 1. FC Magdeburg – Hallescher FC Chemie (2:0). Das letzte Pflichtspiel war das Pokalspiel FC Hansa Rostock II – 1. FC Magdeburg (1:2) am 6. Oktober 1974. Danach beendete Gaube 29-jährig aus gesundheitlichen Gründen nach 38 Punktspielen (1 Tor) in der höchsten Spielklasse der DDR seine Laufbahn als Hochleistungssportler.
Helmut Gaube blieb dem Magdeburger Sportgeschehen jedoch erhalten. Noch 2003 führte er als Trainer die Fußballauswahl der Magdeburger Universität in die Endrunde um den Studentenpokal. Als diplomierter Sportlehrer war er zu dieser Zeit hauptberuflich im Sportzentrum der Universität beschäftigt.